# أيمن سرور
أيمن سرور مرهون الموالي، هو لاعب كرة قدم عماني، من مواليد 25 أبريل 1980، لعب لنادي السيب من 2003 إلى 2004 في الدوري العماني.

## روابط خارجية
- أيمن سرور على موقع الاتحاد الدولي (مؤرشف)  (الإنجليزية)
- أيمن سرور على موقع قاعدة بيانات كرة القدم.إي يو (الإنجليزية)
- أيمن سرور على موقع ناشيونال فوتبول تيمز (الإنجليزية)
- أيمن سرور على موقع Soccerway.com (الإنجليزية)
- أيمن سرور على موقع كووورة